# Montagnana
Montagnana là một thị xã ở tỉnh Padova, vùng Veneto (bắc Italia). Thị xã này giáp các đô thị Saletto, Megliadino San Fidenzio, Casale di Scodosia, Urbana, Bevilacqua, Pojana Maggiore và Noventa Vicentina. Năm 2007, dân số Montagnana là 9.355 người.